# Skävesunds gravfält
Skävesunds gravfält på Glanshammarsåsen i Örebro kommun i Närke består av omkring 230 järnåldersgravar uppdelade på tre områden. 
Det norra gravfältet är 475 gånger 35 meter stort och består av tjugo gravhögar, 69 runda stensättningar, tre oregelbundna stensättningar, två treuddar och en rest sten. Den största gravhögen är tolv meter i diameter och 1,2 meter hög. Det mellersta gravfältet är 280 gånger 50 meter stort och består av 35 gravhögar, 44 runda stensättningar, en tresidig stenkrets och en treudd. Den största stensättningen är femton meter i diameter och en halv meter hög. Det södra gravfältet, även benämnt Gubbskogen, består av 40 runda stensättningar, sju gravhögar, en skeppsformig stensättning och en treudd. Den största högen är tio meter i diameter och en meter hög.

Bilder från Skävesunds gravfält
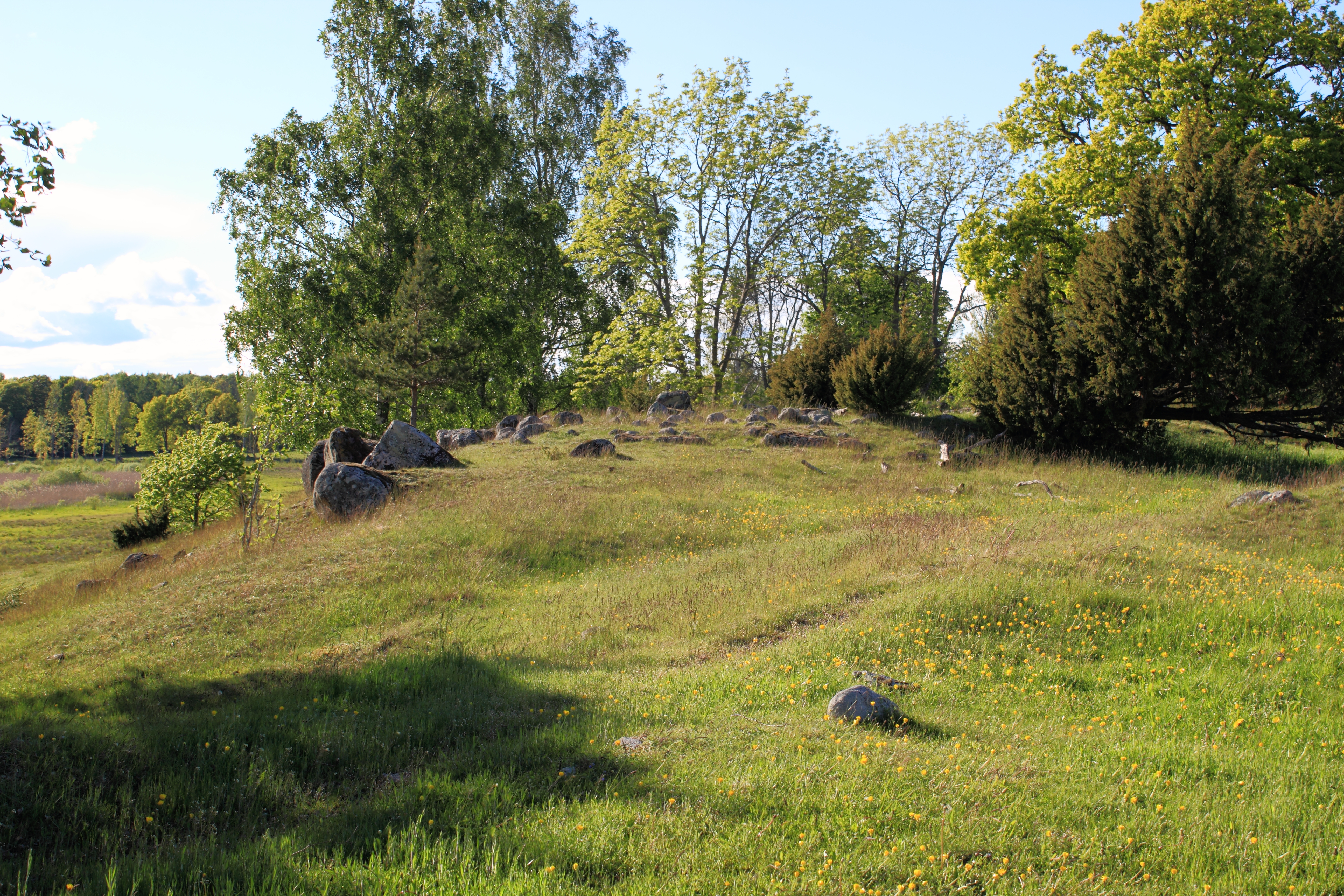
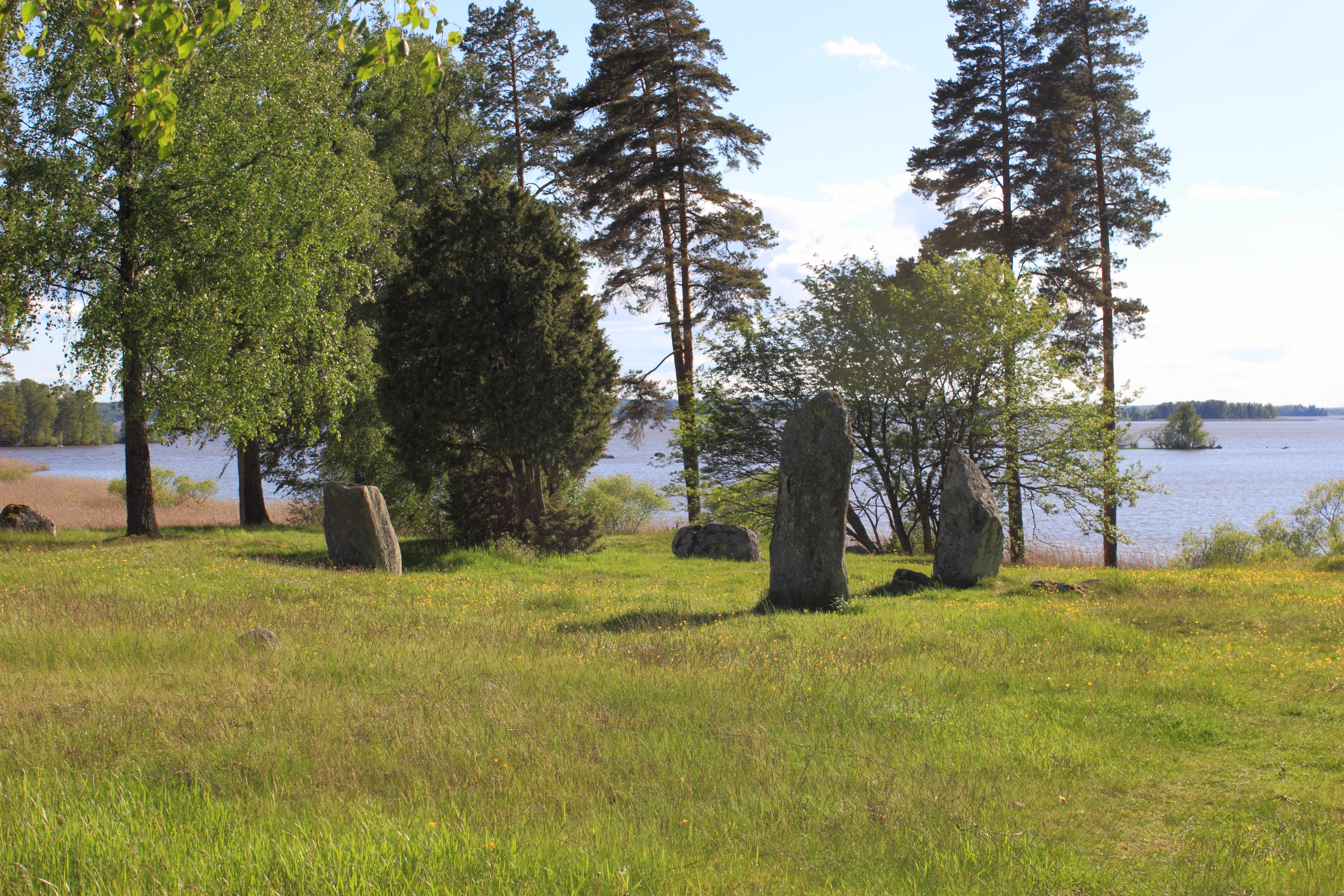
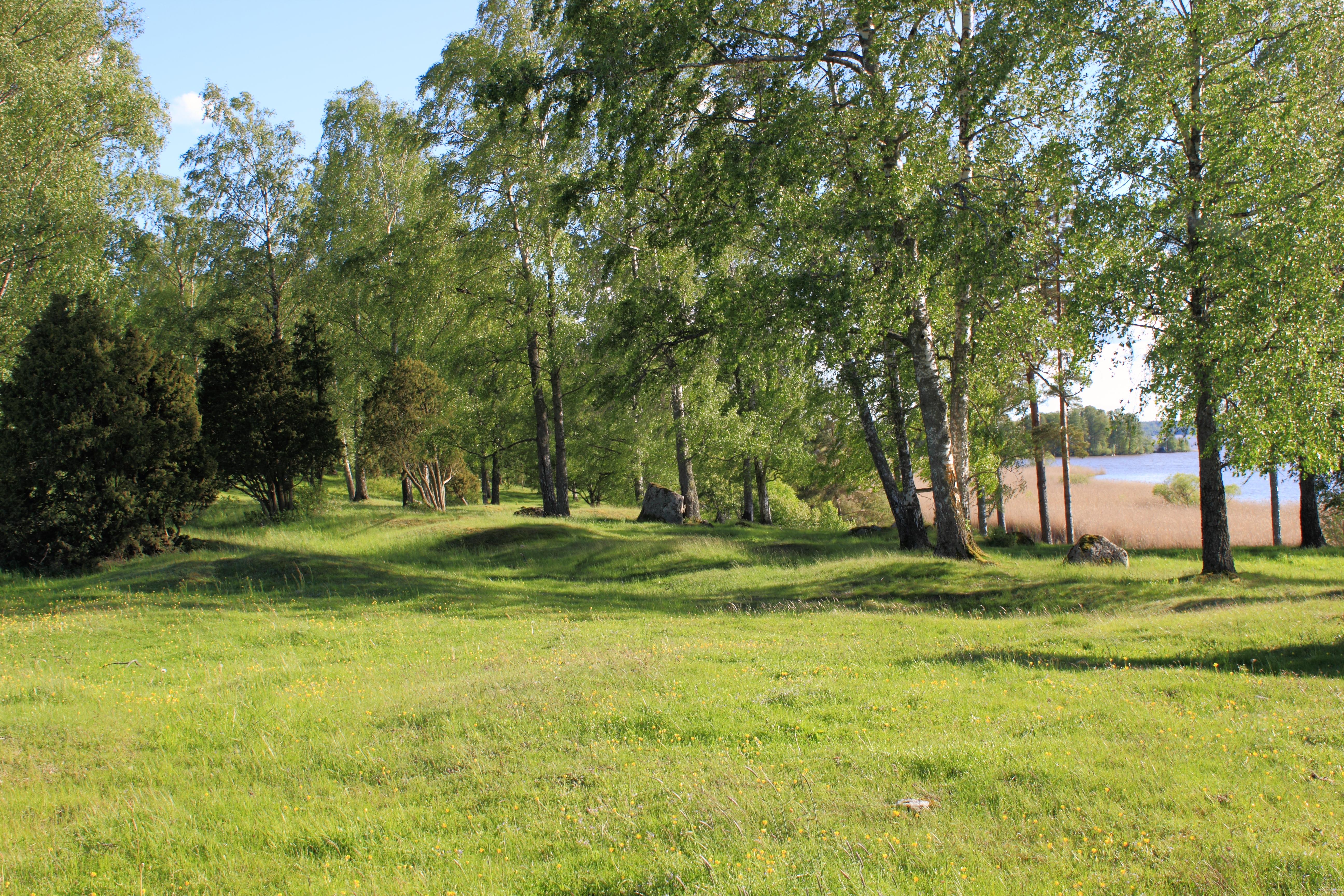

## Fotnoter
1. ↑  Riksantikvarieämbetet, 4:1.
2. ↑  Riksantikvarieämbetet, 3:1.
3. ↑  Riksantikvarieämbetet, 2:1.